# Museum von Cádiz

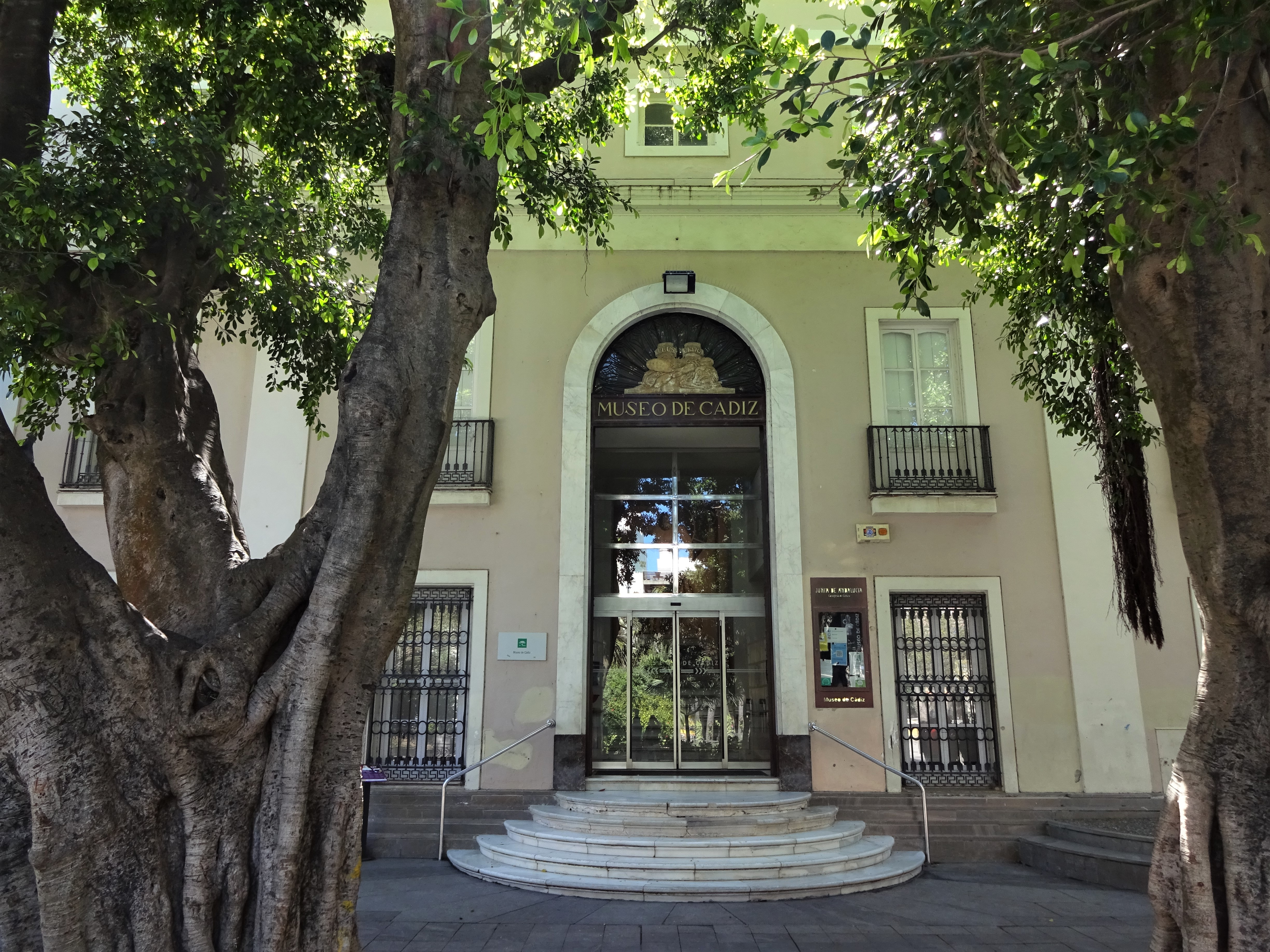
Eingang des Museums

Das Museum von Cádiz (spanisch Museo de Cádiz) ist das Stadtmuseum in der Altstadt der andalusischen Stadt Cádiz. Es befindet sich an der Plaza de Mina im nördlichen Teil der Altstadt.

## Geschichte und Nutzung des Gebäudes
Das Gebäude entstand in seiner jetzigen Grundstruktur durch einen Umbau des Architekten Juan Daura auf Grund seines Entwurfs aus dem Jahr 1838, mit dem ein Teil des säkularisierten Franziskanerkonvents umgestaltet wurde. Die Plaza de Mina war ursprünglich der Nutzgarten des Franziskanerkonvents. Im Jahr 1852 wurden einige der Räume durch die Academia de Bellas Artes („Akademie der schönen Künste“) einer musealen Nutzung zugeführt. Als Museo Provincial de Bellas Artes wurden vor allem Bilder und andere Gegenstände aus säkularisierten Klöstern präsentiert. Den Anstoß für eine archäologische Ausrichtung des Museums gab der Fund eines menschenähnlichen Sarkophags im Jahr 1887. Erst im Jahr 1870 wurden beide Zweige des Museums unter dem Namen „Museo de Cádiz“ vereinigt. Das Erdgeschoss wird seitdem für die archäologische Sammlung, das erste Obergeschoss für die sogenannten „schönen Künste“ und das zweite Obergeschoss für die Ethnographie und die zeitgenössische Kunst genutzt. Weitere Ausstellungsflächen erhielt das Museum durch die Einbeziehung der Casa de Pinillo, eines Bürgerhauses aus dem 18. Jahrhundert mit einem für die Stadt typischen Aussichtsturm aus dieser Zeit.

## Exponate

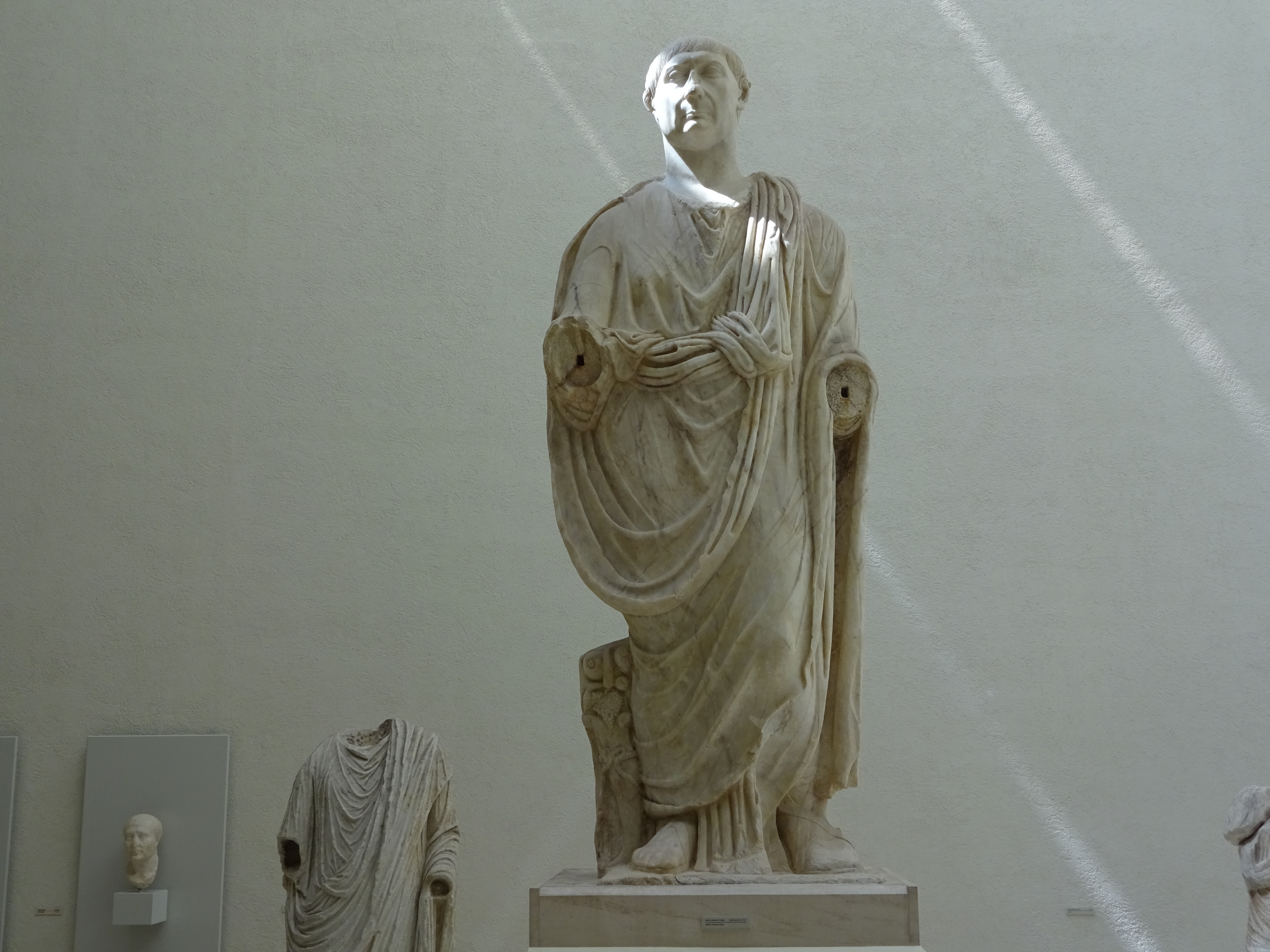
Statue des Trajan aus Baelo Claudia

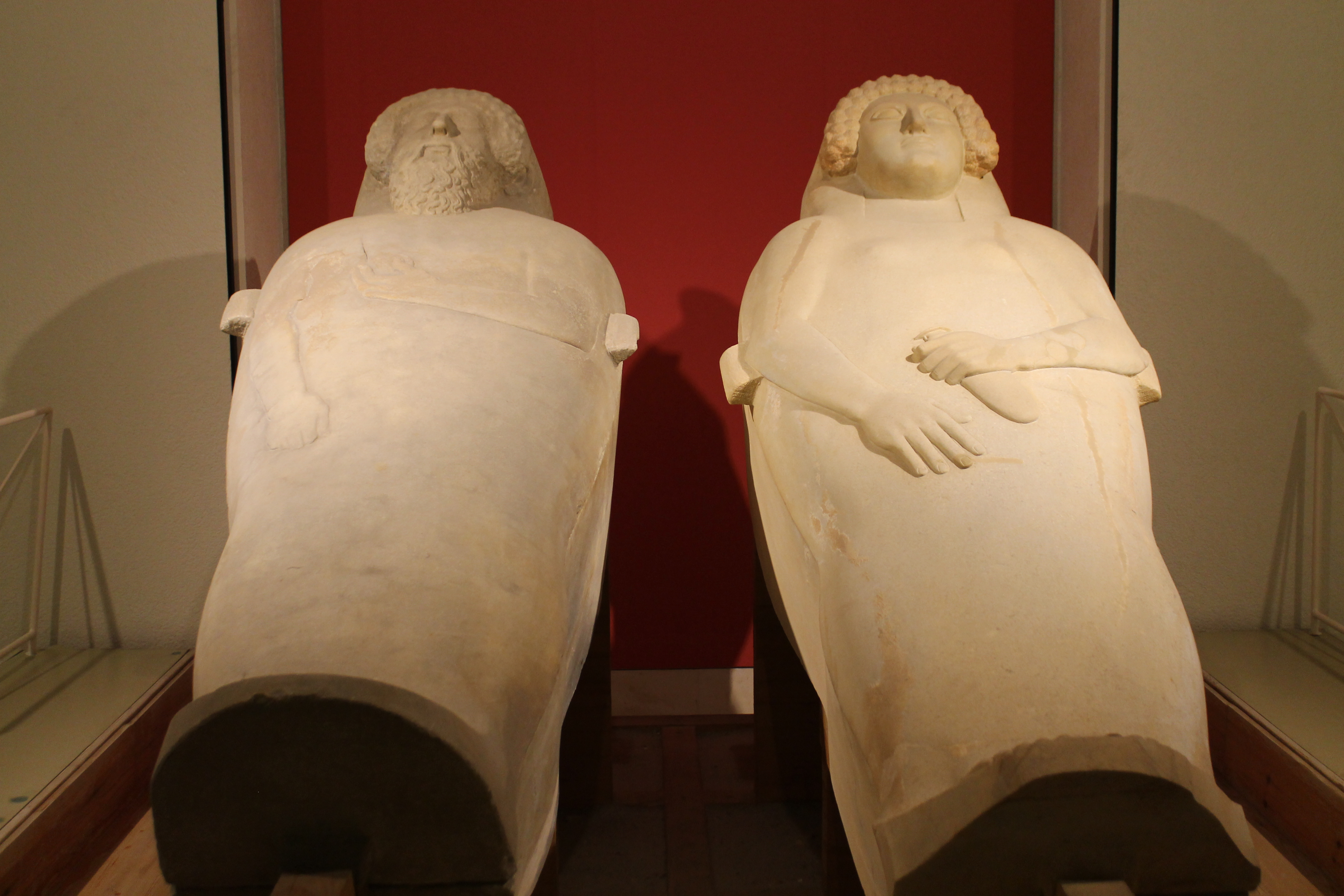
Phönizische Sarkophage

### Vorgeschichte
Im Erdgeschoss zeigt der Saal I die Vorgeschichte der Region, Saal II die Urbanisierung in iberischer Zeit, die Säle III bis VII die römische Zeit und Saal VIII das Mittelalter. Im ersten Obergeschoss beherbergen die Säle I bis IV die Exponate aus dem 16. bis 18. Jahrhundert, Saal VI die Münzsammlung und die Säle V bis VII das 19. und 20. Jahrhundert. Die Planungen für das zweite Obergeschoss befinden sich zum Teil noch in der Umsetzung.

### Antike
Zu den herausragenden Exponaten der archäologischen Abteilung gehören die zwei phönizischen Marmorsarkophage aus dem 5. Jahrhundert, die einen Mann und eine Frau (Dama de Cádiz) liegend darstellen; ebenfalls aus phönizischer Zeit stammt eine Stele der Göttin Tanit. Aus der römischen Stadt Baelo Claudia stammt eine überlebensgroße Statue des Kaisers Trajan.

### Schöne Künste
In der Abteilung für die schönen Künste werden Gemälde von Francisco de Zurbarán, Bartolomé Esteban Murillo und von flämischen Meistern gezeigt. Ein kleines Bild von Joan Miró wurde dem Museum vom früheren spanischen Präsidenten Felipe Gonzalez und seiner Frau geschenkt.